# Европско првенство у атлетици на отвореном 1990 — бацање кугле за мушкарце
Бацање кугле у мушкој конкуренцији на Европском првенству у атлетици 1990. одржано је 28. и 29. августа на стадиону Пољуд у Сплиту.
Титулу освојену 1986. у Штутгарту, није бранио Вернер Гинтер из Швајцарске.

## Земље учеснице
Учествовало је 19 такмичара из 10 земаља. 
| - Аустрија (1) - Западна Немачка (3) - Исланд (1) | - Југославија (2) - Источна Немачка (3) - Норвешка (3) | - Пољска (1) - Румунија (1) - Совјетски Савез (3) - Уједињено Краљевство (1) |

## Рекорди
| Рекорди пре почетка Европског првенства 2014. | Рекорди пре почетка Европског првенства 2014. | Рекорди пре почетка Европског првенства 2014. | Рекорди пре почетка Европског првенства 2014. | Рекорди пре почетка Европског првенства 2014. | Рекорди пре почетка Европског првенства 2014. |
| --------------------------------------------- | --------------------------------------------- | --------------------------------------------- | --------------------------------------------- | --------------------------------------------- | --------------------------------------------- |
| Светски рекорд                                | Ренди Барнс                                   | Сједињене Америчке Државе                     | 23,12                                         | Вествуд, САД                                  | 20. мај 1990.                                 |
| Европски рекорд                               | Улф Тимерман                                  | Источна Немачка                               | 23,06                                         | Ханија, Грчка                                 | 22. мај 1988.                                 |
| Рекорди Европских првенстава                  | Вернер Гинтер                                 | Швајцарска                                    | 22,22                                         | Штутгарт, Западна Немачка                     | 28. август 1986.                              |
| Најбољи светски резултат сезоне               | Ренди Барнс                                   | Сједињене Америчке Државе                     | 23,12                                         | Вествуд, САД                                  | 20. мај 1990.                                 |
| Најбољи европски резултат сезоне              | Улф Тимерман                                  | Источна Немачка                               | 21,64                                         | Ханија, Грчка                                 | 2. јун 1990.                                  |

## Најбољи резултати у 1990. години
Десет најбољих атлетичара године у бацању кугле пре почетка европског првенства (26. августа 1990) имали су следећи пласман на европским и светским ранг листама (СРЛ).
| 1.  | Улф Тимерман      | Источна Немачка | 21,64 | 2. јун     | 2. СРЛ  |
| 2.  | Оливер Свен Будер | Источна Немачка | 21,06 | 18. август | 4. СРЛ  |
| 3.  | Сергеј Смирнов    | Совјетски Савез | 21,01 | 26. мај    | 5. СРЛ  |
| 4.  | Вјачеслав Лихо    | Совјетски Савез | 21,00 | 7. јул     | 6. СЛР  |
| 5.  | Јане Ронкајнен    | Финска          | 20,75 | 24. мај    | 7. СРЛ  |
| 6.  | Георг Андерсен    | Норвешка        | 20,63 | 15. август | 8. СРП  |
| 7.  | Јован Лазаревић   | Југославија     | 20,54 | 26. јул    | 11. СРЛ |
| 8.  | Бернд Кнајслер    | Западна Немачка | 20,27 | 17. јун    | 12. СРЛ |
| 9.  | Сергеј Мартишин   | Совјетски Савез | 20,26 | 16. јун    | 13 СРЛ  |
| 10. | Калман Конија     | Западна Немачка | 20,21 | 15. јул    | 14. СРЛ |
|     |                   |                 |       |            |         |
|     | Драган Перић      | Југославија     |       |            |         |

Такмичари чија су имена подебљана учествовали су на ЕП.

## Освајачи медаља
|                              |                                   |                         |
| Улф Тимерман Источна Немачка | Оливер Свен Будер Источна Немачка | Георг Андерсен Норвешка |

## Резултати

### Квалификације
У квалификацијама такмичари су били подељени у две групе. Квалификациона норма за улазак у финале износила је 20,00 метара. Норму је пребацило 5 такмичара, а осталих 7 пласирало су се на основу постигнутог резултата(кв).
| Пласман | Група | Такмичар           | Земља                | Време | Белешке |
| ------- | ----- | ------------------ | -------------------- | ----- | ------- |
| 1.      | Б     | Улф Тимерман       | Источна Немачка      | 20,42 | КВ      |
| 2.      | Б     | Георг Андерсен     | Норвешка             | 20,38 | КВ      |
| 3.      | А     | Ларс Арвид Нилсен  | Норвешка             | 20,15 | КВ      |
| 4.      | Б     | Удо Бајер          | Источна Немачка      | 20,09 | КВ      |
| 5.      | А     | Оливер Свен Будер  | Источна Немачка      | 20,08 | КВ      |
| 6.      | А     | Сергеј Смирнов     | Совјетски Савез      | 19,86 | кв      |
| 7.      | А     | Сергеј Николајев   | Совјетски Савез      | 19,67 | кв      |
| 8.      | Б     | Калман Конија      | Западна Немачка      | 19,64 | кв      |
| 9.      | А     | Драган Перић       | Југославија          | 19,51 | кв      |
| 10.     | А     | Карстен Штолц      | Западна Немачка      | 19,39 | кв      |
| 11.     | А     | Пјетир Гвидмундсон | Исланд               | 19,25 | кв      |
| 12.     | Б     | Клаус Боденмилер   | Аустрија             | 19,25 | кв      |
| 13.     | Б     | Хелмут Кригер      | Пољска               | 19,20 |         |
| 14.     | Б     | Јован Лазаревић    | Југославија          | 19,18 |         |
| 15.     | А     | Бернд Кнајслер     | Западна Немачка      | 19,07 |         |
| 16.     | Б     | Георге Гушет       | Румунија             | 18,87 |         |
| 17.     | Б     | Јан Сагедал        | Норвешка             | 18,73 |         |
| 18.     | А     | Пол Едвардс        | Уједињено Краљевство | 18,66 |         |
| —       | Б     | Вјачеслав Лихо     | Совјетски Савез      | 19,88 | Диск..  |

### Финале
| Пласман | Такмичар           | Земља           | Време | Белешке |
| ------- | ------------------ | --------------- | ----- | ------- |
|         | Улф Тимерман       | Источна Немачка | 21,32 |         |
|         | Оливер Свен Будер  | Источна Немачка | 21,01 |         |
|         | Георг Андерсен     | Норвешка        | 20,71 |         |
| 4.      | Сергеј Смирнов     | Совјетски Савез | 20,45 |         |
| 5.      | Удо Бајер          | Источна Немачка | 20,21 |         |
| 6.      | Ларс Арвид Нилсен  | Норвешка        | 20,13 |         |
| 7.      | Сергеј Николајев   | Совјетски Савез | 19,97 |         |
| 8.      | Карстен Штолц      | Западна Немачка | 19,95 |         |
| 9.      | Калман Конија      | Западна Немачка | 19,71 |         |
| 10.     | Клаус Боденмилер   | Аустрија        | 19,62 |         |
| 11.     | Пјетир Гвидмундсон | Исланд          | 19,46 |         |
| 12.     | Драган Перић       | Југославија     | 18,67 |         |
|         | Вјачеслав Лихо     | Совјетски Савез | 20,81 | Диск.   |